# Krankheit als Weg
Das Buch Krankheit als Weg. Deutung und Be-Deutung der Krankheitsbilder erschien im Jahr 1983 und in einer um ein Kapitel erweiterten Fassung 1989 als Gemeinschaftswerk der beiden Autoren Thorwald Dethlefsen und Rüdiger Dahlke. In München wurde es zunächst vom C. Bertelsmann Verlag, später vom Goldmann Verlag publiziert. Es beschreibt eine Sichtweise auf Krankheit, der zufolge alle Symptome eine spezifische inhaltliche Bedeutung tragen und ein seelisches Thema des Patienten widerspiegeln. Der Ansatz basiert unter anderem auf der Lehre vom Schatten nach C. G. Jung und dem Konzept der Psychosomatik, unterscheidet sich von letzterer aber bewusst dadurch, dass eine psychosomatische Deutung für jedes Symptom ohne Ausnahme für möglich (und sogar nötig) gehalten wird. Jede Krankheit wird somit in einem Sinnzusammenhang betrachtet. Diese Sichtweise nennen die Autoren selbst esoterisch und „nicht wissenschaftlich“.
Das Buch gliedert sich in einen etwas kürzeren ersten Teil, der die weltanschaulichen Grundlagen ihres Krankheitsverständnisses erklärt, und einen zweiten Teil, in dem die Autoren ihre Interpretation verschiedener gängiger Krankheitsbilder erläutern. Sie sehen in ihrem Werk eine Ergänzung zur schulmedizinischen Sicht, die sie in ihrem Rahmen anerkennen, das zugleich außerhalb von dieser angesiedelt ist. Das Buch zeichnet sich durch einen sehr prägnanten, bisweilen provozierenden Stil aus.

## Inhalt
Das Buch ist in zwei Teile gegliedert. In dem ersten Teil werden "Theoretische Voraussetzungen zum Verständnis von Krankheit und Heilung" behandelt. Der zweite Teil "Krankheitsbilder und ihre Bedeutungen" beschäftigt sich mit vielen häufigen Krankheiten und ihren vermeintlichen psychischen Mustern.

### Erster Teil
In der Sicht der Autoren sind Krankheiten immer auf der Ebene des Bewusstseins anzusiedeln und immer sinnhaftig. Die Autoren bedienen sich dabei häufig Metaphern, um die von ihnen dargestellten Prinzipien zu veranschaulichen.
Nach Meinung der Autoren kann Heilung nur auf der Ebene des Bewusstseins stattfinden und nie durch reine Schulmedizin auf Ebene des Körpers herbeigeführt werden.
In dem Kapitel zur Polarität und Einheit wird an viele spirituelle Prinzipien verschiedener Religionen angeknüpft.
Das Unbewusste wird von den Autoren im Kapitel Der Schatten behandelt. Nicht verwirklichte Bewusstseinsinhalte könnten sich nach Meinung der Autoren in Krankheiten manifestieren.
Im folgenden Kapitel Gut und Böse wird sich mit dem Begriff der Sünde beschäftigt. Die Autoren vertreten die Auffassung, dass das Sündigsein Grundzustand des menschlichen Lebens sei. Anzustreben sei die Rückkehr zur sogenannten Einheit. 
Im nachfolgenden Kapitel Der Mensch ist krank wird gefolgert, dass die Krankheit aufgrund der Sünde der Grundzustand des Menschen sei.
Das Kapitel Die Suche nach den Ursachen behauptet, dass zur Erklärung eines Krankheitsbildes sowohl die Kausalität (Ursache in der Vergangenheit) und Finalität (Absicht, Zweck oder Ziel, das in der Zukunft liegt) betrachtet werden müsse.
Im letzten Kapitel des ersten Teils Die Methode des Hinterfragens wird behauptet, dass die Schulmedizin Krankheiten nur unzureichend behandeln würde, da sie nur die Kausalität betrachte und nicht nach dem vermeintlichen psychosomatischem Ursprung der Krankheit gefragt werden würde.

### Zweiter Teil
In diesem Teil werden in fünfzehn Kapiteln viele häufige Krankheitsthemen und die vermeintlich zugrundeliegenden psychischen Muster behandelt.
Eine Infektion beispielsweise sehen die Autoren als stofflich gewordenen Konflikt, Allergien als stofflich gewordene Aggression. Daneben werden den einzelnen Körper- und Organteilen verschiedene Themen zugeordnet, zum Beispiel wird das Herz der Liebesfähigkeit und den Emotionen zugeordnet, die Nieren dem Bereich der Partnerschaft, der Hals der Angst (Enge) usw.

## Ausgaben und weiterführende Literatur
Das Buch wurde in drei Taschenbuchausgaben beim Goldmann Verlag, einer gebundenen (Bassermann Verlag) und einer Hörbuchausgabe (Arkana Verlag) verlegt.
Bis 1998 wurden über eine Million Exemplare des Buches verkauft. Es liegen Übersetzungen in zahlreiche Sprachen vor, beispielsweise ins Englische: The Healing Power of Sickness bei nova Vega Books (New edition 2002).
Wesentliche Teile dieser esoterischen Weltanschauung präsentierte Dethlefsen bereits 1979 in seinem Buch Schicksal als Chance. 1989 trennten sich Dahlke und Dethlefsen. Von Dethlefsen wurden noch drei Vorträge zur Krankheitsdeutung veröffentlicht. Auch Dahlke verfolgte den Ansatz weiter: 1992 erschien Krankheit als Sprache der Seele (als Fortsetzung konzipiert, enthält weitere Erklärungen und Deutung weiterer Krankheiten) und 1996 Krankheit als Symbol (Nachschlagewerk), gefolgt von weiteren Publikationen, die den Ansätzen von Krankheit als Weg treu geblieben sind. Rüdiger Dahlke war mit dem Buch 2011 zu Gast in der Reihe Fragen an den Autor beim Saarländischen Rundfunk.

## Kritik

### Krankheit und Schuldzuweisung
Der allgemeine Zusammenhang zwischen Krankheit und Schuld, den die Autoren behaupten, erfuhr seither viel Kritik, widerspricht er doch Grundlagen der Physik und Medizin. Zum einen betonen die Autoren, der Kranke sei für seine Krankheit absolut und ohne Einschränkung selbst verantwortlich; andererseits betonen sie, Esoterik habe „gerade nichts mit Schuldverteilung zu tun, geht sie doch […] davon aus, dass jeder Mensch grundsätzlich schuldig, weil von der Einheit abgesondert ist. Schuldigwerden ist keine Frage von kleinen oder großen Fehlern im täglichen Leben, sondern eine grundsätzliche.“ Dennoch konnotieren ihre Aussagen Kranke in höchstem Maße mit Schuld, fehlender Einsicht und unzureichendem „Lernen“ im Hinblick auf die angebliche Botschaft, besonders bei unheilbaren Krankheiten. Darin führt zu einer eine Stigmatisierung und Verurteilung Kranker, die bei Betroffenen zusätzlich zu dem Leid noch Schuldgefühle hervorrufe. Philipp Flammer schrieb dazu:

„Wir finden hier theoretisch dieselbe Menschenverachtung angelegt, die im Januar 1999 dem britischen Nationaltrainer Glenn Hoddle seine Stellung gekostet hat. Esoterikanhänger Hoddle verkündete öffentlich, körperlich Behinderte müssten für ihre Sünde aus einem früheren Leben büssen.“

Die Autoren nennen die siebte Eskalationsstufe nicht bearbeiteter Krankheitsthemen Karma und sehen in angeborenen Missbildungen und vererbten Störungen Ausdruck des Schattens früherer Inkarnationen.

### Epistemologische Grundlagen – „Analogiegesetz“
Die erkenntnistheoretischen Prämissen von Krankheit als Weg lassen sich naturwissenschaftlich nicht halten. Grundlage ihrer esoterischen Theorie ist die hermetische Philosophie, die insbesondere das „Analogiegesetz“ („Wie oben, so unten“ bzw. „Mikrokosmos = Makrokosmos“) postuliert. Damit sehen sie sich mit der auf dem Kausalprinzip beruhenden „Wissenschaft“ unvereinbar und ihr sogar überlegen. Dieses „Analogiegesetz“ ist bei den Autoren ein Axiom, welches in keiner Wissenschaft als solches anerkannt wird. Auch ließ sich keine ihrer Analogiethesen statistisch nachweisen.
Philipp Flammer schreibt dazu:

„Analogieschlüsse können als heuristische Hilfen bei der Erkenntnisgewinnung dienen oder zur symbolischen Verdeutlichung von analytisch gewonnenen Erkenntnissen herangezogen werden. Wer sie darüber hinaus aber – wie Dethlefsen und Dahlke – als eigenständige Instrumente der Erkenntnisgewinnung benutzt, da werden die Erkenntnisse spekulativ und willkürlich und sind für eine seriöse Krankheitsdeutung im besten Fall ungeeignet.“

Dem Physiker Martin Lambeck zufolge ist die Aussage „Wie oben, so unten“ wissenschaftlich eindeutig falsifiziert.

„Nach allem was wir wissen, sind Makrokosmos und Mikrokosmos prinzipiell anders als die Welt des Menschen. Sie werden von Gesetzen beherrscht, nämlich denen der Relativitäts- und Quantentheorie, die sich hinsichtlich Raum, Zeit, Materie und Kausalität fundamental von den Vorstellungen unterscheiden, die wir von diesen Begriffen gebildet haben. Daher ist es […] nicht möglich, die in dem ›uns zugänglichen Bereich‹ gemachten Erfahrungen mittels ›Analogiedenkens‹ als ›genialem Schlüssel‹ auf die uns ›unzugänglichen Ebenen‹ zu extrapolieren. Dethlefsen/Dahlke nehmen die Falsifizierung ihrer Kernthesen nicht zur Kenntnis, weil sie untrennbar mit ihren anderen Tätigkeiten wie Astrologie und Homöopathie verbunden sind. Esoterisches Denken ist hier nicht Mittel zum Erkenntnisgewinn, sondern (vergebliche) Stützung der feststehenden Vorentscheidungen, weil es die Ergebnisse der Wissenschaft gar nicht zur Kenntnis nimmt.“

Er sieht in solchen esoterischen Ansätzen „ein weder demokratisch noch wissenschaftlich legitimiertes Manipulations- und Drohpotential“.

### Psychologisierung körperlicher Krankheiten
Karin Spaink kritisiert an dem Ansatz von Krankheit als Weg ferner, dass alle körperlichen Erscheinungen auf die psychische Ebene verlagert werden und diese vor allem durch das Heranziehen von Metaphern und bildlichen Redewendungen gedeutet und damit gleichzeitig „begründet“ würden:

„Krankheit entartet [in der Sicht von Dethlefsen und Dahlke] zu einem Zeichen und der Körper zum Schlachtfeld des Geistes. Unser Körper ist dann nichts anderes als die Arena, in der wir unsere unverarbeiteten Konflikte austragen. […] Dafür nur [ein Beispiel], wie albern und borniert diese Bildersprache ist. Dehtlefsen zufolge steht das Herz für das Gefühl, und Herzkranke sind demnach ›Menschen, die nur auf ihren Kopf hören wollen und in deren Leben das Herz zu kurz kommt‹. In der folgenden Passage geht das Herzleiden völlig in einem Wust von Metaphern unter: ›Wenn die Angst vor dem Gefühl zu groß geworden ist, daß man nur noch der absoluten Norm vertraut, läßt man sich einen Herzschrittmacher einbauen. So wird der lebendige Rhythmus durch einen Taktgeber ersetzt […]. Was bisher das Gefühl machte, übernimmt nun eine Maschine‹. Davon, daß eine medizinische Notwendigkeit für einen Herzschrittmacher vorliegt, ist nicht die Rede. Was zählt, ist nur das unterstellte psychologische Defizit. […] Genauso anstößig ist, daß Hay, Dethlefsen, Myss anhand von Krankheitssymptomen derart weitgehende psychologische Attribute verteilen und sich anmaßen, aufgrund der physischen Verfassung eines Menschen einen Röntgenblick in dessen Seele werfen zu können.“

Dabei werden – wörtlich verstandene – Metaphern als spezifische Erklärungen missbraucht, obwohl Metaphern sekundäre entstandene und austauschbare Prägungen sind. So entstehe bei den Autoren eine falsche Verknüpfung der Ebenen der körperlichen Prozesse und der bildlichen Inhaltsdeutungen.

## Sekundärliteratur
- Karin Spaink: Krankheit als Schuld? Die Fallen der Psychosomatik. Deutsch von Helga van Beuningen, Rowohlt, Reinbek bei Hamburg 1994, ISBN 3-499-19547-X